# Ontwikkelingskabinet VI
Het Ontwikkelingskabinet VI (Indonesisch: Kabinet Pembangunan VI) was een Indonesisch kabinet dat regeerde in de jaren 1993-1998, onder leiding van president Soeharto en vicepresident Try Sutrisno. Het Ontwikkelingskabinet VI was het zesde van zeven 'ontwikkelingskabinetten' van Soeharto in zijn periode van Nieuwe Orde. Tegen het einde van de termijn van het Ontwikkelingskabinet VI begon de Aziatische financiële crisis, wat uiteindelijk de aanleiding zou zijn voor de val van het regime. Er volgde nog wel een Ontwikkelingskabinet VII, maar dat zou maar twee maanden zitten.

## Kabinetsprogramma
Voor het Ontwikkelingskabinet VI werden de volgende vijf doelen gesteld:
1. Voortzetten, verbeteren, verdiepen en uitbreiden van de nationale ontwikkeling, in toepassing van de Pancasila en met de ontwikkelingstrilogie als basis, terwijl de nationale weerbaarheid en zelfredzaamheid wordt verbeterd.
2. Intensiveren van de nationale discipline met het staatsapparaat als pioniers, richting een schone en legitieme overheid als dienstverlener voor het Indonesische volk.
3. Het institutionaliseren van een nationaal mechanisme voor leiderschap op basis van de Grondwet van 1945, Pancasila en de Pancasila-democratie voor het leven als een staat, als een natie en als een gemeenschap.
4. Uitvoeren van een onafhankelijk en actief buitenlands beleid, op basis van het principe van vreedzame samenleving in bilaterale, regionale en wereldwijde verhoudingen voor het belang van de nationale ontwikkeling.
5. Uitvoeren van directe, algemene en vrije verkiezingen met stemgeheim in het jaar 1997.[2]

## Samenstelling

### President en vicepresident
| President | President | Vicepresident | Vicepresident |
| --------- | --------- | ------------- | ------------- |
| Soeharto  |           |               | Try Sutrisno  |

### Coördinerend ministers
| Nr. | Ministerspost | Minister | Minister                | Partij |
| --- | --- | -------- | ----------------------- | ------ |
| 1   | Coördinerend Minister voor Economie, Financiën en Toezicht op Ontwikkeling                                                  |          | Saleh Afiff             |        |
| 2   | Coördinerend Minister voor Industrie en Handel (vanaf 6 december 1995: Coördinerend Minister voor Productie en Distributie) |          | Hartarto Sastrosoenarto |        |
| 3   | Coördinerend Minister voor Politieke en Veiligheidszaken                                                                    |          | Soesilo Soedarman       |        |
| 4   | Coördinerend Minister voor Volkswelvaart                                                                                    |          | Azwar Anas              |        |

### Ministers
| Nr. | Ministerspost                                                                       | Minister                        | Minister                                        | Partij |
| --- | ----------------------------------------------------------------------------------- | ------------------------------- | ----------------------------------------------- | ------ |
| 5   | Minister van Binnenlandse Zaken                                                     |                                 | Yogie Suardi Memet                              |        |
| 6   | Minister van Buitenlandse Zaken                                                     |                                 | Ali Alatas                                      |        |
| 7   | Minister van Defensie en Veiligheid                                                 |                                 | Edi Sudradjat                                   |        |
| 8   | Minister van Justitie                                                               |                                 | Oetojo Oesman                                   |        |
| 9   | Minister van Informatie                                                             |                                 | Harmoko (tot 11 juni 1997)                      | Golkar |
| 9   | Minister van Informatie                                                             | R. Hartono (vanaf 11 juni 1997) |                                                 |        |
| 10  | Minister van Financiën                                                              |                                 | Mar'ie Muhammad                                 |        |
| 11  | Minister van Handel (op 6 december 1995 samengevoegd met de Minister van Industrie) |                                 | Satrio Budihardjo Joedono (tot 6 december 1995) |        |
| 12  | Minister van Industrie (vanaf 6 december 1995 Minister van Industrie en Handel)     |                                 | Tungki Ariwibowo                                |        |
| 13  | Minister van Landbouw                                                               |                                 | Sjarifuddin Baharsjah                           |        |
| 14  | Minister van Mijnbouw en Energie                                                    |                                 | Ida Bagus Sudjana                               |        |
| 15  | Minister van Bosbouw                                                                |                                 | Djamaloedin Soeryohadikoesoemo                  |        |
| 16  | Minister van Openbare Werken                                                        |                                 | Radinal Mochtar                                 |        |
| 17  | Minister van Transport                                                              |                                 | Haryanto Dhanutirto                             |        |
| 18  | Minister van Toerisme, Post en Telecommunicatie                                     |                                 | Joop Ave                                        |        |
| 19  | Minister van Coöperaties en Ontwikkeling van Kleine Ondernemers                     |                                 | Subiakto Tjakrawerdaya                          |        |
| 20  | Minister van Arbeid                                                                 |                                 | Abdul Latief                                    |        |
| 21  | Minister van Transmigratie en Bosbewoners                                           |                                 | Siswono Yudo Husodo                             | Golkar |
| 22  | Minister van Onderwijs en Cultuur                                                   |                                 | Wardiman Djojonegoro                            |        |
| 23  | Minister van Gezondheid                                                             |                                 | Sujudi                                          |        |
| 24  | Minister van Godsdienst                                                             |                                 | Tarmizi Taher                                   |        |
| 25  | Minister van Sociale Zaken                                                          |                                 | Endang Kusuma Inten Soeweno                     | Golkar |

### Ministers van staat
| Nr. | Ministerspost                                            | Minister                             | Minister                                 | Partij |
| --- | -------------------------------------------------------- | ------------------------------------ | ---------------------------------------- | ------ |
| 26  | Minister van Staat / Staatssecretaris                    |                                      | Moerdiono                                | Golkar |
| 27  | Minister van Staat / Secretaris van het Kabinet          |                                      | Saadillah Mursjid                        |        |
| 28  | Minister van Staat voor Nationale Ontwikkelingsplanning  |                                      | Ginandjar Kartasasmita                   |        |
| 29  | Minister van Staat voor Onderzoek en Technologie         |                                      | Bacharuddin Jusuf Habibie                | Golkar |
| 30  | Minister van Staat voor Voedselzaken                     |                                      | Ibrahim Hassan (tot 16 februari 1996)    |        |
| 30  | Minister van Staat voor Voedselzaken                     | Beddu Amang (vanaf 16 februari 1996) |                                          |        |
| 31  | Minister van Staat voor Bevolkingszaken                  |                                      | Haryono Suyono                           |        |
| 32  | Minister van Staat voor Investeringen                    |                                      | Sanyoto Sastrowardoyo                    |        |
| 33  | Minister van Staat voor Landzaken                        |                                      | Soni Harsono                             |        |
| 34  | Minister van Staat voor Volkshuisvesting                 |                                      | Akbar Tanjung                            | Golkar |
| 35  | Minister van Staat voor Milieu                           |                                      | Sarwono Kusumaatmadja                    |        |
| 36  | Minister van Staat voor de Rol van Vrouwen               |                                      | Mien Sugandhi                            |        |
| 37  | Minister van Staat voor Jongeren en Sport                |                                      | Hayono Isman                             | Golkar |
| 38  | Minister van Staat voor Benutting van het Staatsapparaat |                                      | T.B. Silalahi                            |        |
| 39  | Minister van Staat voor Speciale Zaken                   |                                      | Harmoko (van 11 juni tot 1 oktober 1997) | Golkar |

### Beambten met de status van minister
| Nr. | Ministerspost                           | Minister                                 | Minister                                   | Partij |
| --- | --------------------------------------- | ---------------------------------------- | ------------------------------------------ | ------ |
| 40  | Commandant van de Strijdkrachten (ABRI) |                                          | Feisal Tanjung (tot 12 februari 1998)      |        |
| 40  | Commandant van de Strijdkrachten (ABRI) | Wiranto (vanaf 12 februari 1998)         |                                            |        |
| 41  | Procureur-generaal                      |                                          | Singgih (vanaf 3 augustus 1990)            |        |
| 42  | Gouverneur van de Centrale Bank         |                                          | Sudrajad Djiwandono (tot 11 februari 1998) |        |
| 42  | Gouverneur van de Centrale Bank         | Syahril Sabirin (vanaf 11 februari 1998) |                                            |        |